# Eternal Devastation
Eternal Devastation – drugi album studyjny niemieckiej thrashmetalowej grupy Destruction. 
Materiał nagrano w kwietniu 1986, płyta ukazała się w sprzedaży 12 lipca 1986 nakładem wytwórni muzycznej Steamhammer Records. 

## Lista utworów[2]
1. "Curse the Gods" – 6:02
2. "Confound Games" – 4:29
3. "Life Without Sense" – 6:24
4. "United by Hatred" – 5:04
5. "Eternal Ban" – 3:41
6. "Upcoming Devastation" – 4:06 (utwór instrumentalny)
7. "Confused Mind" – 6:06

## Skład zespołu[2]
- Marcel "Schmier" Schirmer – gitara basowa, wokal
- Mike Sifringer – gitara
- Thomas „Tommy Sandmann” Senmann – perkusja